# Alberto Ruiz Novoa
Alberto Ruiz Novoa (Bucaramanga, 3 de enero de 1917-Bogotá, 14 de enero de 2017) fue un militar y político colombiano.
Oficial del Arma de Infantería, se desempeñó como Ministro de Guerra de Colombia durante el gobierno de Guillermo León Valencia.

## Biografía
Alberto nació en Bucaramanga el 3 de enero de 1917. Hijo de Pedro Ruiz y Elena María Novoa. Casó con Gloria Espinosa González y fueron los padres de Claudia Jimena Gloria, Javier Alberto y Sergio Andrés Ruiz Espinosa.
En junio de 1951, siendo comandante de la Escuela de Infantería en Usaquén, el Comandante del Ejército Nacional, Coronel Mariano Ospina Rodríguez, lo designó para reemplazar al Teniente Coronel Jaime Polanía Puyo al frente del Batallón Colombia, en Corea, como integrante de la Fuerza Multinacional de la ONU que participó en la guerra de Corea. 
En marzo de 1953, tras sobrevivir a un ataque del ejército chino durante la Batalla del Monte Calvo, el entonces teniente coronel Ruiz-Novoa recibió la Estrella de Bronce norteamericana por haber rescatado a una patrulla, cerca al paralelo 38, el 24 de enero de ese mismo año. La medalla le fue otorgada en una ceremonia en el frente de batalla, por el general norteamericano Arthur G. Trudeau. Ruiz-Novoa criticó al ejército estadounidense por haber enviado todos sus refuerzos a la Batalla de Pork Chop Hill, y dejar abandonado al Batallón Colombia, que luchó hasta que se acabaron las municiones y perdieron el 20% de sus fuerzas.
En marzo de 1958 ascendió al grado de Brigadier General; y el 14 de diciembre de 1960 fue nombrado Comandante del Ejército Nacional. En junio de 1961 fue ascendido al grado de Mayor General y el 7 de agosto de 1962 fue nombrado Ministro de Guerra del Presidente Guillermo León Valencia,  de 1962 a 1965. Durante su permanencia en el Ministerio de la Guerra, Ruiz-Novoa creó un comando de 500 hombres especialmente entrenados para infiltrar la población civil, y llevar a cabo operaciones de guerra psicológica. En una entrevista, Ruiz-Novoa dijo que el ejército estaba utilizando propaganda, y "técnicas de guerra psicológica con el propósito de enseñarle a la población a querer a las fuerzas armadas, y a ver a las fuerzas armadas como una solución a sus problemas cotidianos."
En 1964, bajo la dirección de Ruiz-Novoa, las fuerzas armadas llevan a cabo la ofensiva contra la República de Marquetalia con la ayuda de Estados Unidos. Esta operación costó 30 millones de dólares, y utilizó técnicas de contrainsurgencia, guerra psicológica, y acción civil.
Durante el Frente Nacional, fue uno de los impulsores del Plan Lazo o Laso, diseñado para combatir a Pedro Antonio Marín Marín alias Manuel Marulanda Vélez o Tirofijo y Luis Alberto Morantes alias Jacobo Arenas, fundadores de las Fuerzas Armadas Revolucionarias de Colombia (FARC).
El 27 de enero de 1965, el General Ruiz fue destituido por el presidente Guillermo León Valencia

### Distinciones
- Orden del Mérito Militar (Corea del Sur) 24 de junio de 1953[6]

- Estrella de Bronce (USA), 24 de enero de 1953[4]